# Rhagio inurbana
Rhagio inurbana är en tvåvingeart som först beskrevs av Aldrich 1915.  Rhagio inurbana ingår i släktet Rhagio och familjen snäppflugor. Inga underarter finns listade i Catalogue of Life.